# Юная мисс США 2014
Юная Мисс США 2014 (англ. Miss Teen USA 2014) — 32-й национальный конкурс красоты, проводился в Imperial Ballroom, Atlantis Paradise Island, Нассау, Багамские Острова. Победительницей стала Кэтрин Ли Грэм, представлявшая штат Южная Каролина.

## Результат

### Места
| Итоговый результат | Участница |
| ------------------ | --- |
| Юная Мисс США 2014 | - Южная Каролина — Кэтрин Ли Грэм |
| 1-я Вице Мисс      | - Миссисипи — Ваэда Манн |
| 2-я Вице Мисс      | - Пенсильвания — Сидни Робертсон |
| 3-я Вице Мисс      | - Калифорния — Бьянка Вьерра |
| 4-я Вице Мисс      | - Нью-Джерси — Валентина Санчес |
| Топ 15             | - Аризона — Саванна Викс - Делавэр — Миа Джонс - Индиана — Зои Паркер - Массачусетс — Бейли Медейрос - Мичиган — Ирис Робаре - Оклахома — Бруклинн Бонд - Теннесси — Морган Мозли - Техас — Келли Стюарт - Западная Виргиния — Лекси Маррара - Висконсин — Пейшенс Валье |

### Специальные награды
| Награда              | Участницы                        |
| -------------------- | -------------------------------- |
| Мисс Конгениальность | - Пенсильвания — Сидни Робертсон |
| Мисс Фотогеничность  | - Алабама — Баскин Чампион       |

## Проведение конкурса красоты

### Отбор участников конкурса
Участниц с каждого штата и Округа Колумбия отбирались с сентября 2013 по январь 2014 года.

### Предварительный раунд
До начала финальной телепередачи конкурсантки приняли участие в предварительном конкурсе, который включал в себя личные интервью с судьями и презентационное шоу, где они выходили в купальниках и вечерних платьях. Предварительный конкурс состоялся 1 августа 2014 года.

### Финал
Во время финального конкурса Топ-15 участниц выходили в купальниках и вечерних платьях, а Топ-5 участниц приняла участие в серии вопросов от судей.

## Судьи
- Эмбер Кац
- Кристиэль Лим
- Фред Нельсон
- Джо Паризи
- Мэллори Такер

## Участницы
| Штат                       | Имя                      | Родной город      | Возраст1 | Место              | Награда              | Примечание |
| -------------------------- | ------------------------ | ----------------- | -------- | ------------------ | -------------------- | --- |
| Алабама                    | Баскин Чампион           | Веставия-Хиллс    | 19       |                    | Мисс Фотогеничность  | |
| Аляска                     | Уитни Уильямс            | Анкоридж          | 17       |                    |                      | Позже 1-я Вице мисс «Мисс Аляска 2019» |
| Аризона                    | Саванна Викс             | Парадайс-Вэлли    | 18       | Топ 15             |                      | Позже «Мисс Аризона 2019» и «Мисс Малибу 2019» |
| Арканзас                   | Лорен Уивер              | Гринвуд           | 18       |                    |                      | Позже «Мисс Арканзас 2018» |
| Калифорния                 | Бьянка Вьерра            | Хейвард           | 18       | 3-я Вице мисс      |                      | - В прошлом «Miss Teenage California 2011» - В прошлом «Miss High School America 2012» - Позже 1-я Вице мисс «Мисс Калифорния 2018» |
| Колорадо                   | Синди Янь                | Денвер            | 16       |                    |                      | |
| Коннектикут                | Сидни Вест               | Вернон            | 16       |                    |                      | Сестра победительницы «Юная мисс Коннектикут 2012» и «Юная мисс США 2012» — Логан Уэст |
| Делавэр                    | Миа Джонс                | Бир               | 18       | Топ 15             |                      | Позже «Мисс Делавэр 2017» |
| Вашингтон (округ Колумбия) | Доминик Финк             | Чесапик           | 19       |                    |                      | В прошлом «Miss Virginia's Outstanding Teen 2011» |
| Флорида                    | Натали Фиалло            | Майами            | 15       |                    |                      | |
| Джорджия                   | Ноэль Хьюли              | Литония           | 17       |                    |                      | |
| Гавайи                     | Мэрайя Гослинг           | Гонолулу          | 18       |                    |                      | |
| Айдахо                     | Ханна Менцнер            | Бойсе             | 18       |                    |                      | - Позже 1-я Вице мисс на «Мисс Айдахо 2019» - Позже «Miss District of Columbia Sweetheart 2020» - Позже 2-я Вице мисс на «Мисс Округ Колумбия 2021» - Позже 1-я Вице мисс на «Мисс Айдахо 2022»                                                                                       |
| Иллинойс                   | Миранда Фензау           | Орленд-Парк       | 18       |                    |                      | - Позже вошла в Топ 16 на «Мисс Иллинойс 2020» - Позже вошла в Топ 16 на «Мисс Иллинойс 2021» |
| Индиана                    | Зои Паркер               | Форт-Уэйн         | 16       | Топ 15             |                      | |
| Айова                      | Аманда Армстронг         | Су-Сити           | 16       |                    |                      | |
| Канзас                     | Клэр-Бэйли Ли            | Андовер           | 17       |                    |                      | Дочь победительницы «Мисс Канзас 1986», Одра Оккерман |
| Кентукки                   | Меган Дюшарм             | Шелбивилл         | 18       |                    |                      | |
| Луизиана                   | Мэри Райзенер            | Хума              | 18       |                    |                      | |
| Мэн                        | Даниэль Хуртубиз         | Портленд          | 16       |                    |                      | |
| Мэриленд                   | Мариэла Пепин            | Северн            | 18       |                    |                      | - Родилась в Пуэрто-Рико - Позже вошла в Топ 10 на «Miss World America 2017» - Позже «Мисс Мэриленд 2019» и вошла в Топ 10 на Мисс США 2019 - Позже стала участницей 25 сезона «Холостяк»                                                                                             |
| Массачусетс                | Бейли Медейрос           | Монсон            | 16       | Топ 15             |                      | New England Patriots Cheerleaders |
| Мичиган                    | Ирис Робаре              | Гладстоун         | 16       | Top 15             |                      | |
| Миннесота                  | Кэтрин Стэнли            | Блумингтон        | 18       |                    |                      | Позже «Мисс Миннесота 2019» и вошла в Топ 15 на Мисс США 2019 |
| Миссисипи                  | Ваэда Манн               | Хаттисбург        | 17       | 1-я Вице мисс      |                      | |
| Миссури                    | Саманта Бауэрс           | Харрисонвилл      | 18       |                    |                      | Позже 2-я Вице мисс на «Мисс Миссури 2017» |
| Монтана                    | Мэдисон Ригг             | Калиспелл         | 17       |                    |                      | |
| Небраска                   | Саванна Рейв             | Омаха             | 18       |                    |                      | |
| Невада                     | Алекса Тейлор            | Саммерлин         | 17       |                    |                      | |
| Нью-Гэмпшир                | Микаэла Симанс           | Кин               | 17       |                    |                      | |
| Нью-Джерси                 | Валентина Санчес         | Спринг-Лейк-Хайтс | 19       | 4-я Вице мисс      |                      | - В прошлом «Teen Model Venezuela 2011» - Позже 2-я Вице мисс на «Мисс Нью-Джерси 2020» - Позже приняла участие на «Мисс Венесуэла 2020», вошла в Топ 5 - Позже «Miss Supranational Venezuela 2021» - Позже 3-я Вице мисс «Miss Supranational 2021»                                   |
| Нью-Мексико                | Аундрия (Ауна) Литтеджон | Лас-Крусес        | 17       |                    |                      | |
| Нью-Йорк                   | Коррин Стеллакис         | Бриджпорт         | 16       |                    |                      | - Позже «Miss Missouri World» и вошла в Топ 12 на «Miss World America 2015» - Позже «Miss Earth United States 2016» и вошла в Топ 8 на Мисс Земля 2016 - Позже победительница «Miss Multiverse» - Позже вошла в Топ 21 на «Мисс Нью-Йорк 2019» - Позже «Miss U.S. International 2021» |
| Северная Каролина          | Пэмми Питерс             | Роли              | 17       |                    |                      | |
| Северная Дакота            | Джози Хеттич             | Уилтон            | 17       |                    |                      | |
| Огайо                      | Эмма Рофкар              | Кертис            | 17       |                    |                      | |
| Оклахома                   | Бруклинн Бонд            | Талса             | 16       | Top 15             |                      | |
| Орегон                     | Александра Перри         | Портленд          | 16       |                    |                      | |
| Пенсильвания               | Сидни Робертсон          | Уильямспорт       | 17       | 2-я Вице мисс      | Мисс Конгениальность | Позже «Мисс Пенсильвания 2021» |
| Род-Айленд                 | Габриэлла Маджакомо      | Хоуп              | 17       |                    |                      | |
| Южная Каролина             | Кэтрин Ли Грэм           | Чапин             | 17       | Юная мисс США 2014 |                      | Дочь победительницы «Юная мисс Южная Каролина 1985», Дженнифер Ньюин |
| Южная Дакота               | Мэдисон МакКеоун         | Брэндон           | 18       |                    |                      | Позже «Miss South Dakota 2016» и вошла в Топ 10 на Мисс США 2016 |
| Теннесси                   | Морган Мозли             | Джонсон-Сити      | 15       | Топ 15             |                      | |
| Техас                      | Келли Стюарт             | Форт-Уэрт         | 16       | Top 15             |                      | |
| Юта                        | Саванна Ланкастер        | Солт-Лейк-Сити    | 18       |                    |                      | |
| Вермонт                    | Мэдисон Кота             | Беллоус-Фолс      | 17       |                    |                      | - Позже «Мисс Вермонт 2017» - Полуфиналист «Мисс Массачусетс 2018» |
| Виргиния                   | Оливия Флетчер           | Луиза             | 16       |                    |                      | Позже 4-я Вице мисс «Мисс Виргиния 2018» |
| Вашингтон                  | Старла Сампако           | Белвью            | 18       |                    |                      | Позже 1-я Вице мисс «Мисс Вашингтон 2022» |
| Западная Виргиния          | Лекси Маррара            | Моргантаун        | 17       | Топ 15             |                      | Позже вошла в Топ 15 «Мисс Западная Виргиния 2018» |
| Висконсин                  | Пейшенс Валье            | Лейк-Миллс        | 17       | Top 15             |                      | |
| Вайоминг                   | Karlie Sanders           | Каспер            | 18       |                    |                      | |

## Трансляция
Трансляция на XBox Live осуществлялась в следующих странах:
| Country        | Xbox 360  | Xbox One  | Windows Phone 8 | Язык                      |
| -------------- | --------- | --------- | --------------- | ------------------------- |
| Аргентина      | зелёная ✓ | ❌        | зелёная ✓       | Испанский1                |
| Австралия      | зелёная ✓ | зелёная ✓ | зелёная ✓       | Английский                |
| Австрия        | зелёная ✓ | зелёная ✓ | зелёная ✓       | Немецкий2                 |
| Бельгия        | зелёная ✓ | ❌        | зелёная ✓       | Голландский, французский2 |
| Бразилия       | зелёная ✓ | зелёная ✓ | зелёная ✓       | Португальский3            |
| Канада         | зелёная ✓ | зелёная ✓ | зелёная ✓       | Английский, французский2  |
| Чили           | зелёная ✓ | ❌        | зелёная ✓       | Испанский1                |
| Колумбия       | зелёная ✓ | ❌        | зелёная ✓       | Испанский1                |
| Франция        | зелёная ✓ | зелёная ✓ | зелёная ✓       | Французский2              |
| Германия       | зелёная ✓ | зелёная ✓ | зелёная ✓       | Немецкий2                 |
| Италия         | зелёная ✓ | зелёная ✓ | зелёная ✓       | Итальянский2              |
| Мексика        | зелёная ✓ | зелёная ✓ | зелёная ✓       | Испанский1                |
| Нидерланды     | зелёная ✓ | ❌        | зелёная ✓       | Голландский2              |
| Россия         | зелёная ✓ | ❌        | зелёная ✓       | Русский2                  |
| Испания        | зелёная ✓ | зелёная ✓ | зелёная ✓       | Испанский1                |
| Швейцария      | зелёная ✓ | ❌        | зелёная ✓       | Французский, немецкий2    |
| Великобритания | зелёная ✓ | зелёная ✓ | зелёная ✓       | Английский                |
| США            | зелёная ✓ | зелёная ✓ | зелёная ✓       | Английский, испанский1    |

- 1Комментарии Рашеля Диаса и Рауль Гонсалеса на телеканале Telemundo
- 2Субтитры
- 3Комментарии от Сержиу Мароне[англ.] и Дебора Лира[англ.]